# Anapanasati

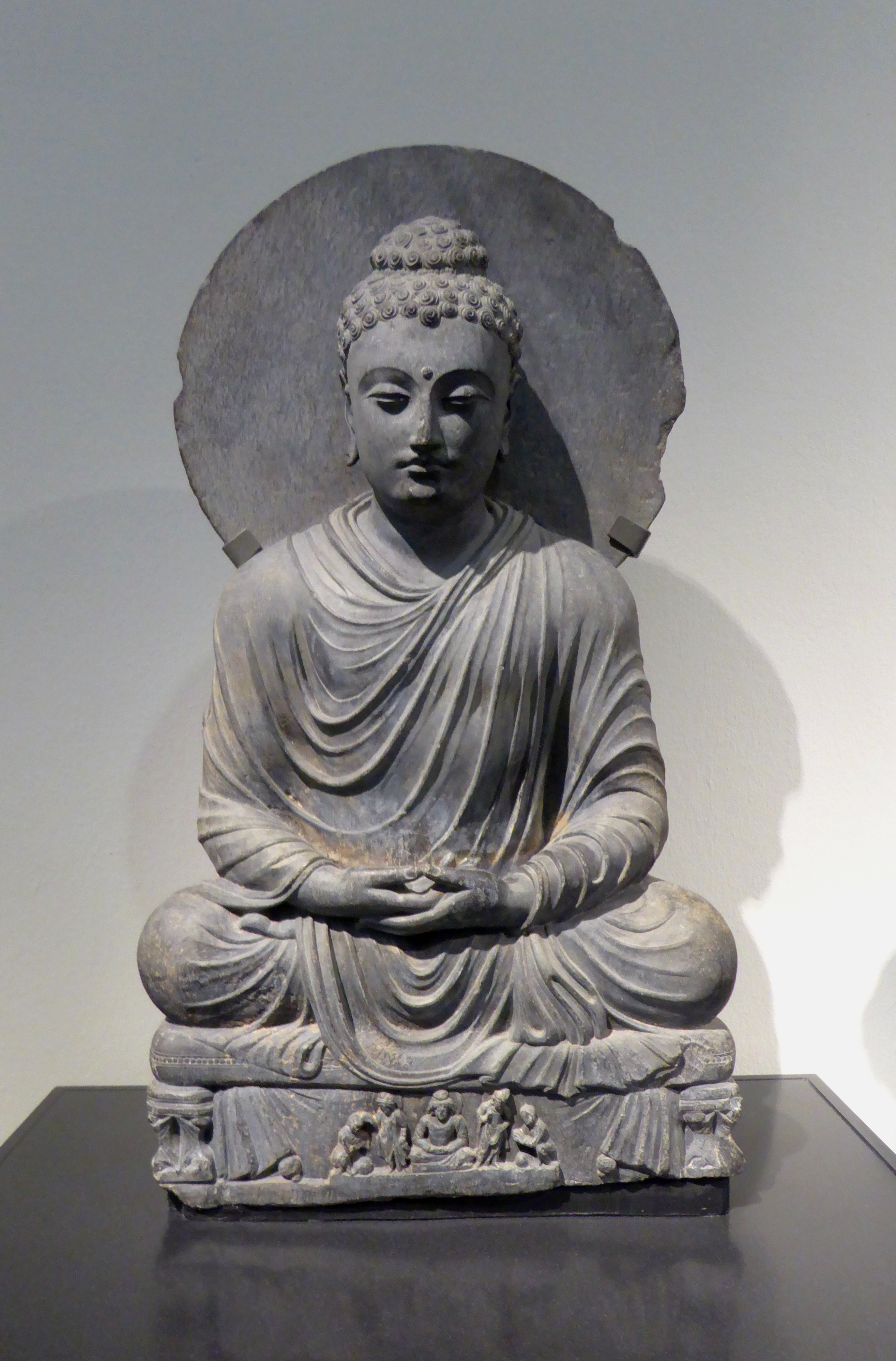
Efigie de Buda en meditación., Gandhara.

Anapanasati (pali, "atención plena de la inspiración y espiración") es la técnica fundamental de la meditación budista, basada en la fijación de la atención sobre la respiración del usuario. Su práctica se remonta al propio Buda y está contenida en varios sutras de gran antigüedad, principalmente el Anapanasati-sutta y el Satipatthana-sutta.
En el budismo zen recibe el nombre de sūsoku-kan (数息観, "contar el número de respiraciones), en sinécdoque de una antigua técnica de contar las respiraciones llamada ganana, y a menudo se la considera una práctica preparatoria para la técnica de meditación principal o shikantaza.

## Técnica
A pesar de su desarrollo en los textos budistas, que pueden volverse altamente filosóficos y líricos, la forma básica de anapanasati es una técnica de extrema sencillez. El usuario centra su atención en la respiración, notando cómo el aire entra y sale de los pulmones con cada inhalación y exhalación, sin intentar controlarla, y si la atención se extravía, como es natural que suceda, vuelve a depositarla gentilmente sobre la respiración. De esta manera, la mente desarrolla calma, concentración y estabilidad contra las distracciones y el pensamiento discursivo.
La tradición ha desarrollado múltiples maneras de centrar la atención en la respiración, incluyendo la sensación del aire en las fosas nasales, el diafragma al hincharse y deshincharse o toda la respiración como un acto unificado, sin ninguna localización específica.
La práctica ortodoxa budista no se detiene en la mera contemplación de la respiración, sino que progresa en fases que añaden cognición al esfuerzo a medida que el meditador las domina, aunque éstas son en última instancia indistinguibles de la dimensión alcanzada por la respiración sola. Autores budistas también advierten que el meditador no debe enfrentarse a la meditación tratando de obtener de ella un determinado estado, porque cuanto más lo intente conscientemente más lejos estará de hacerlo.

## En los sutras

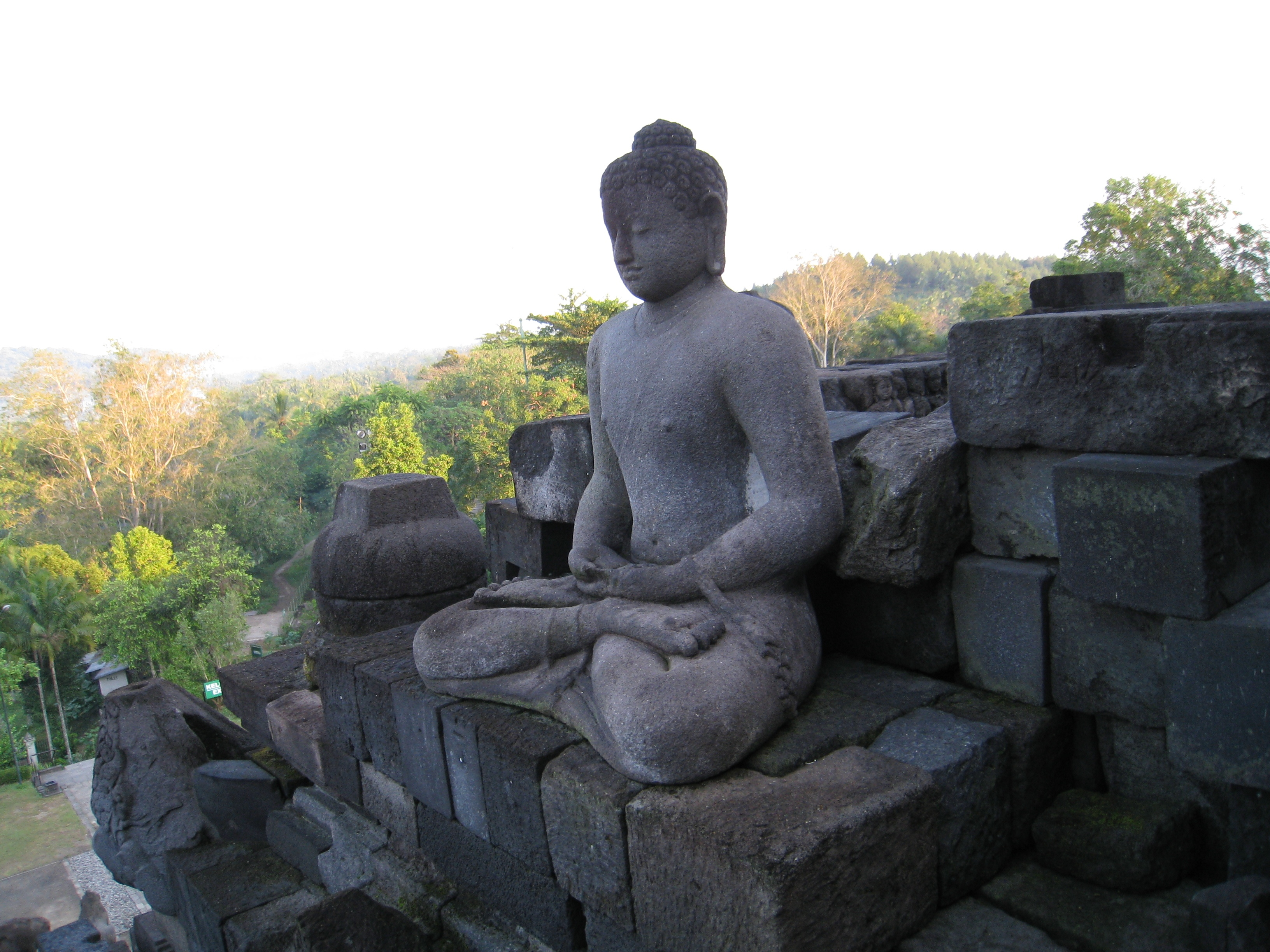
Buda en meditación. Borobudur.

El Satipatthana-sutta presenta cuatro fases.

Al inspirar de manera larga, [el meditador] reconoce "estoy inspirando de manera larga"; al espirar de manera larga, reconoce "estoy espirando de manera larga".

Al inspirar de manera corta, reconoce "estoy inspirando de manera corta"; al espirar de manera corta, reconoce "estoy espirando de manera corta".
[El meditador] practica de esta manera: "inspiraré experimentando la totalidad del cuerpo"; practica de esta manera: "espiraré experimentando la totalidad del cuerpo".

Practica de esta manera: "inspiraré relajando la trama corporal"; practica de esta manera: "espiraré relajando la trama corporal".

Las dos primeras fases describen la simple contemplación atenta de la respiración, sin tratar de controlarla o doblegarla como sí se practica en el pranayama u otros ejercicios respiratorios. De la primera fase se pasa naturalmente a la segunda a medida que la respiración se vuelve más corta y leve con la llegada de la relajación. La tercera y cuarta introducen un nuevo elemento que parece requerir una actividad adicional por parte del meditador, aunque su interpretación exacta varía. La "totalidad del cuerpo" se traduce a veces como un proceso de escaneado corporal, extendiendo la sensación calmante por el resto de la anatomía, mientras que otras se traduce como la totalidad del cuerpo de la respiración, de manera que no serían sino una consecuencia de las dos anteriores.
El Anapanasati-sutta, por el contrario, hace ascender las fases a dieciséis, a veces divididas en cuatro tétradas.

1. Inspirando de manera larga, uno reconoce estar inspirando de manera larga. Espirando de manera larga, uno reconoce estar espirando de manera larga.

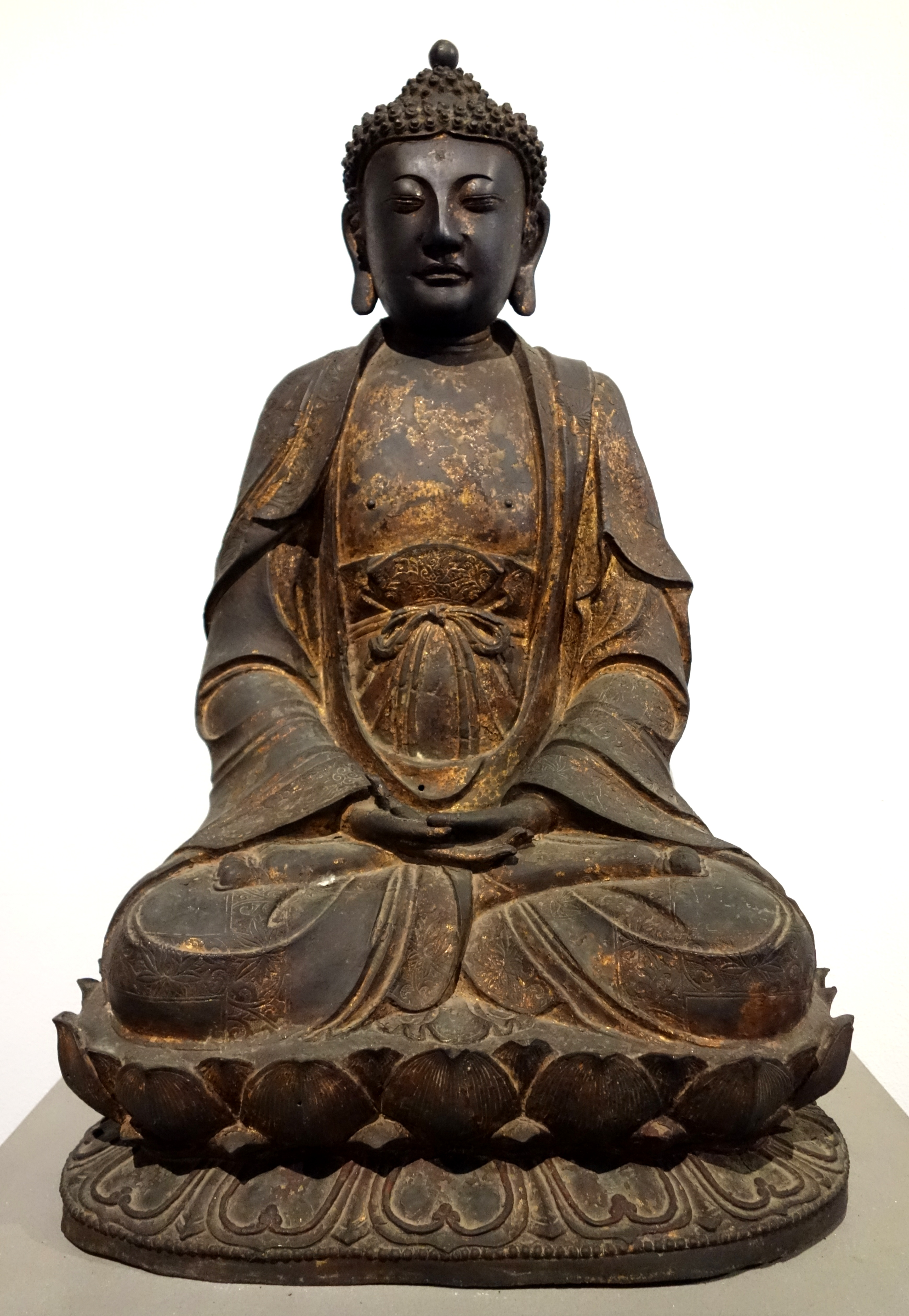
Buda en meditación. Dinastía Ming.

1. Inspirando de manera corta, uno reconoce estar inspirando de manera corta. Espirando de manera corta, uno reconoce estar espirando de manera corta.
1. Inspirando, uno experimenta el cuerpo entero. Espirando, uno experimenta el cuerpo entero.
1. Inspirando, uno relaja las tramas corporales. Espirando, uno relaja las tramas corporales.
2. Inspirando, uno experimenta gozo. Espirando, uno experimenta gozo.
2. Inspirando, uno experimenta bienestar. Espirando, uno experimenta bienestar.
2. Inspirando, uno experimenta la actividad mental. Espirando, uno experimenta la actividad mental.
2. Inspirando, uno relaja la actividad mental. Espirando, uno relaja la actividad mental.
3. Inspirando, uno experimenta la mente. Espirando, uno experimenta la mente.
3. Inspirando, uno regocija la mente. Espirando, uno regocija la mente.
3. Inspirando, uno asienta la mente. Espirando, uno asiente la mente.
3. Inspirando, uno libera la mente. Espirando, uno libera la mente.
4. Inspirando, uno observa la impermanencia. Espirando, uno observa la impermanencia.
4. Inspirando, uno observa la extinción [del deseo]. Espirando, uno observa la extinción.
4. Inspirando, uno observa la cesación [del ser]. Espirando, uno observa la cesación.

4. Inspirando, uno observa el abandono. Espirando, uno observa el abandono.

Los Āgamas, por su parte, describen el proceso como trece reglas generales que el meditador debe obedecer.

Sin más pensamientos, [el meditador] fija su mente en el extremo de su nariz.

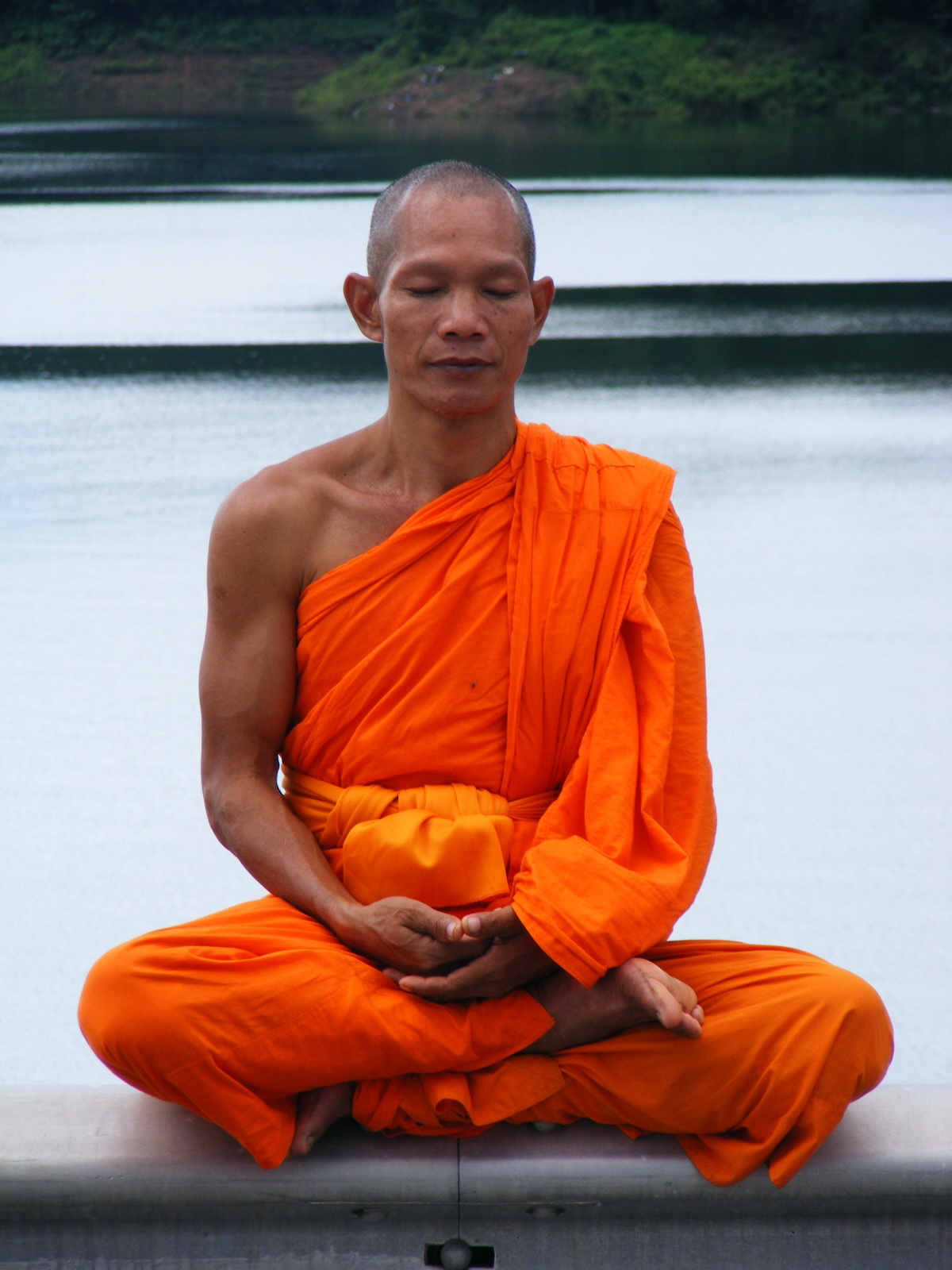
Monje tailandés meditando.

Cuando hay una espiración larga, es consciente de la espiración larga.
Cuando hay una inspiración larga, es consciente de la inspiración larga.
Cuando hay una espiración corta, es consciente de la espiración corta.
Cuando hay una inspiración corta, es consciente de la inspiración corta.
Cuando hay una espiración fría, es consciente de la espiración fría.
Cuando hay una inspiración fría, es consciente de la inspiración fría.
Cuando hay una espiración cálida, es consciente de la inspiración cálida.
Cuando hay una inspiración cálida, es consciente de la inspiración cálida.
[El meditador] contempla totalmente las inspiraciones y espiraciones del cuerpo, consciente de todas ellas.
Cuando hay respiración, es consciente de su presencia.
Cuando no hay respiración, es consciente de su ausencia.
Si hay una espiración condicionada por la mente, es consciente de que la espiración fue condicionada por la mente.

Si hay una inspiración condicionada por la mente, es consciente de que la inspiración fue condicionada por la mente.